# Peter Luccin
Peter Luccin, né le 9 avril 1979 à Marseille, est un footballeur français évoluant au poste de milieu de terrain jusqu'en 2014. Il est désormais reconverti comme entraîneur.

## Biographie

### Enfance et formation dans le Sud
Peter Luccin naît et grandit à Marseille. Entouré de ses parents, un père martiniquais salarié de Rivoire et Carret et une mère d'origine espagnole travaillant à la Sécurité sociale. Peter grandit à la Simiane, dans les quartiers Nord de la ville comme un certain Zinédine Zidane qu'il suivra à l'AS Cannes puis aux Girondins de Bordeaux sans jamais le croiser. Luccin s'initie au football dans les rues de sa cité après l'école. À huit ans, il enfile le maillot de gardien de but du petit club de Saint-Joseph, quartier du 14e arrondissement de Marseille. Dix ans sonnent et il s'engage à Vivaux dans le 10e arrondissement, où il reste trois saisons. Au poste d'ailier droit, il se taille déjà une réputation. Passé minime, l'Olympique de Marseille se manifeste mais Peter rejoint Les Caillols, réputés pour ses équipes jeunes. Il endosse son premier maillot de l'équipe de France avec les moins de 16 ans contre l'Israël. Avec ses copains Landreau et Anelka, il marque pour fêter ses débuts. Fan de Franck Rijkaard, Luccin se donne à fond avec les moins de 15 ans et Jean Varraud, recruteur de l'AS Cannes ayant déjà déniché Zidane, tombe sous le charme de ce garçon chétif mais doué techniquement. Varraud lui propose d'intégrer le centre de formation cannois.
Luccin qui s'ennuie sur les bancs du collège, change d'univers à quinze ans et demi, en milieu de saison. Inscrit en BEP comptabilité, Peter est lancé avec les moins de 17 ans de Michel Troin. Recadré milieu défensif, ses efforts sont récompensés avec un sacre de champion de France 1995 de la catégorie. Passé deuxième année, il est de nouveau champion national la saison suivante. Guy Lacombe, l'entraîneur de l'équipe première lui donne sa chance le 24 août 1996, à 17 ans et quatre mois, à Montpellier lors de la 3e journée de championnat. Le 20 décembre, lors de la 23e journée, il dispute son dernier match avec le maillot rouge et blanc face à Guingamp.

### Bordeaux, Marseille puis Paris (1997-2001)
Le joueur, qui n'a disputé que treize matchs de D1, est déjà convoité par les plus grands clubs européens. Monaco et Arsenal se manifestent, mais Peter choisit de relever le défi à Bordeaux. Luccin arrive en Aquitaine pendant la trêve hivernale avec un contrat de six ans. Aligné dès la reprise par Rolland Courbis, il boucle la saison avec onze match de D1 et une finale de Coupe de la Ligue perdue aux tirs-au-but. Durant l'été 1997, toujours surclassé avec les Bleus (il est à chaque fois plus jeune d'un an et demi), Luccin remporte le Tournoi de Toulon avec l'équipe de France des moins de 20 ans puis s'envole pour la Coupe du monde de la catégorie. Après un premier tour mitigé, Luccin inscrit le but de la qualification lors du huitième-de-finale contre le Mexique d'une frappe sèche des trente mètres. Il ne peut éviter la défaite au tour suivant aux tirs au but contre l'Uruguay, futur finaliste. Guy Stéphan le titularise lors de sa deuxième saison en Gironde et il dispute ses premiers matches européens. Peter Luccin est sélectionné en équipe de France espoirs par Raymond Domenech pour les éliminatoires des championnats d'Europe espoirs 1998 puis 2000.
En 1998, Rolland Courbis l'entraîneur qui l'a attiré à Bordeaux, le recrute à l'Olympique de Marseille qui compte dans ses rangs les internationaux Laurent Blanc, Christophe Dugarry, Robert Pirès, Florian Maurice et Fabrizio Ravanelli. Il dispute la Coupe UEFA 1998-1999 puis la Ligue des champions 1999-2000.
En 2000-2001, il joue au Paris Saint-Germain sous la direction de Luis Fernandez. À l'intersaison, le club a notamment recruté Nicolas Anelka, Frédéric Déhu, Lionel Letizi et un autre joueur de l'OM, Stéphane Dalmat,.

### Départ au Celta Vigo (2001-2004)
Peter Luccin découvre le championnat d'Espagne ou il retrouve son ancien coéquipier Florian Maurice au Celta Vigo alors entraîné par Víctor Fernández. Initialement prêté par le PSG, il signe un contrat de trois ans en juin 2002. Le Celta descend en deuxième division au terme de la saison 2003-2004 et Luccin est alors transféré à l'Atlético de Madrid.

### Poursuite de l'expérience espagnole (2004-2010)
À l’été 2004 Luccin entame sa première saison à l’Atletico de Madrid . Rapidement essentielle au sein de l’effectif de César Ferrando , Luccin enchaîne les matchs malgré une saison mitigé de l’équipe. 

En août 2007, il signe pour trois ans au Real Saragosse et retrouve Víctor Fernández. En septembre 2008, le dernier jour du mercato il quitte la deuxième division espagnole et est prêté au Racing Santander. Il revient en 2009-2010 au Real Saragosse.

### Année en Suisse (2011-2012)
Testé par le club allemand du FC Cologne lors de l'été 2010, Luccin n'est pas retenu. Il dispute notamment un match amical avec Cologne, mais les dirigeants du club estiment qu'ils possèdent assez de joueurs à son poste dans l'effectif. Sans club durant un an, il est finalement recruté par le FC Lausanne-Sport fin septembre 2011. Le 18 avril 2012, après seulement huit matches disputés (un but), il met fin prématurément à son expérience suisse avant la fin de son contrat prévue en juin 2012 à la suite de plusieurs problèmes physiques.

### FC Dallas (2012-2014)
Le 10 décembre 2012, après deux semaines d'entraînement au sein du club, il s'engage avec le FC Dallas. Il se blesse aux ligaments croisés du genou peu avant le début de la saison et dispute finalement son 1er match avec Dallas le 5 octobre 2013, face au Real Salt Lake.
En 2018, son fils Marlon Luccin (né le 29 septembre 2007) fait partie de l'Academy U12 du FC Dallas,, tandis que Peter Luccin entraîne l'équipe U14 et joue également avec l'équipe première en tant que remplaçant.

### Reconversion
Le 9 janvier 2019, Peter Luccin est nommé entraîneur adjoint de Luchi Gonzalez au FC Dallas. Le 9 Juin 2024 , à la suite d’un match nul , l’entraîneur Nico Estévez est remercié. Peter Luccin est nommé entraîneur en chef jusqu’à la fin de saison . Ces débuts sont une réussite avec 3 victoires lors des 5 premiers matchs de son équipe. 

## Palmarès
- Avec les Girondins de Bordeaux :
  - Finaliste de la Coupe de la Ligue en 1997 et 1998.

- Avec l'Olympique de Marseille :
  - Finaliste de la Coupe UEFA en 1999
  - Vice-Champion de France en 1999.